# Памятник жертвам большевистского террора (Феодосия)
Памятник жертвам большевистского террора (укр. Пам'ятник жертвам більшовицького терору) — монумент в память о жертвах большевистского террора, установленный в 2005 году в городе Феодосия (Крым).
Идея установки креста принадлежит Валерию Замиховскому, бывшему главному архитектору и художнику Феодосии, украсившему город большим количеством памятников. Его предложение поддержал бизнесмен и депутат городской думы Олег Владимирович Павлов, староста церкви во имя Иверской Божией Матери.
Памятный крест установлен в Феодосии в 2005 году возле древнего храма Иверской иконы Божией Матери, у которого в годы Гражданской войны производились расстрелы, в присутствии жителей города, представителей духовенства и казачества.
Монумент является одним из немногих памятников подобного рода на территории всего бывшего Советского союза. Установлен на территории Старого города возле Иверской церкви.